# 3,5-Dinitrobrenzcatechin
3,5-Dinitrobrenzcatechin ist eine chemische Verbindung, die sowohl zur Stoffgruppe der Phenole als auch zur Stoffgruppe der Nitroaromaten gehört.

## Darstellung
Ein Syntheseweg von 3,5-Dinitrobrenzcatechin 5 geht von 1,3,5-Trinitrobenzol 1 aus, das mit Natriummethanolat in Methanol zu 3,5-Dinitroanisol 2 reagiert. Dieses wird dann mit Salpetersäure und Schwefelsäure nitriert. Das dabei entstehende 2,3,5-Trinitroanisol 3 wird wieder mit Natriummethanolat zu 3,5-Dinitroveratrol 4 umgewandelt. Etherspaltung liefert dann das Endprodukt 5.

## Derivate
Die Methylierung von 3,5-Dinitrobrenzcatechin führt zu verschiedenen Ethern, deren Schmelzpunkte in untenstehender Tabelle gelistet sind.
| Methylether des 3,5-Dinitrobrenzcatechins |                     |                     |                     |
| Strukturformel                            | 4,6-Dinitroguajacol | 3,5-Dinitroguajacol | 3,5-Dinitroveratrol |
| Trivialname                               | 4,6-Dinitroguajacol | 3,5-Dinitroguajacol | 3,5-Dinitroveratrol |
| CAS-Nummer                                | 63975-57-5          |                     | 13661-34-2          |
| Molmasse                                  | 214,1               | 214,1               | 228,1               |
| Schmelzpunkt                              | 80 °C               | 123 °C              | 102 °C              |

Bei der Veresterung mit Essigsäureanhydrid entsteht das Diacetat, das einen Schmelzpunkt von 112 °C hat.

## Verwendung
3,5-Dinitrobrenzcatechin wird als Inhibitor von Catechol-O-methyl-transferase (COMT) eingesetzt. Ferner wird es für die photometrische Bestimmung von Niob, Titan (Element), Vanadium, Wolfram und der seltenen Erden eingesetzt.